# Guigemar
Guigemar is een van de 12e-eeuwse Oudfranse lais van Marie de France.

## Verhaal
Guigemar, de zoon van een trouwe vazal van de koning van Bretagne, is een dappere en wijze ridder, maar ondanks zijn vele kwaliteiten heeft hij nog nooit liefgehad. Tijdens een jachtpartij probeert hij een witte hinde te doden, waarbij hij echter zelf gewond wordt. Voordat ze sterft, spreekt de hinde een vloek over hem uit: zijn wonde kan slechts worden geheeld door een vrouw, die uit liefde voor hem zal lijden. Hij zal op zijn beurt evenveel afzien uit liefde voor haar. 
Guigemar komt terecht op een mysterieus schip dat hem naar een land brengt waar een oude koning getrouwd is met een mooie jonge vrouw, die hij angstvallig bewaakt. De koningin stemt erin toe zijn wonde te verzorgen in haar 'gouden kooi' en ze worden verliefd. Ze wisselen een teken van trouw uit. De dame legt een knoop in zijn hemd, die zij alleen kan losmaken en Guigemar geeft haar een soort kuisheidsgordel. De geliefden worden betrapt en Guigemar moet terugkeren naar zijn land. Daar wordt hij als een held onthaald, maar hij kan alleen maar aan zijn geliefde denken. Die slaagt erin uit haar gevangenis te ontsnappen. Het mysterieuze schip brengt haar naar Brittannië, waar ze gevangengenomen wordt door Mériaduc, die verliefd op haar wordt. Dankzij haar kuisheidsgordel ontkomt ze aan zijn poging tot verkrachting. Tijdens een toernooi vinden de twee geliefden elkaar weer en herkennen elkaar aan de knoop en de gordel. Guigemar doodt Meriaduc en de geliefden worden herenigd.